# IBM PC/AT

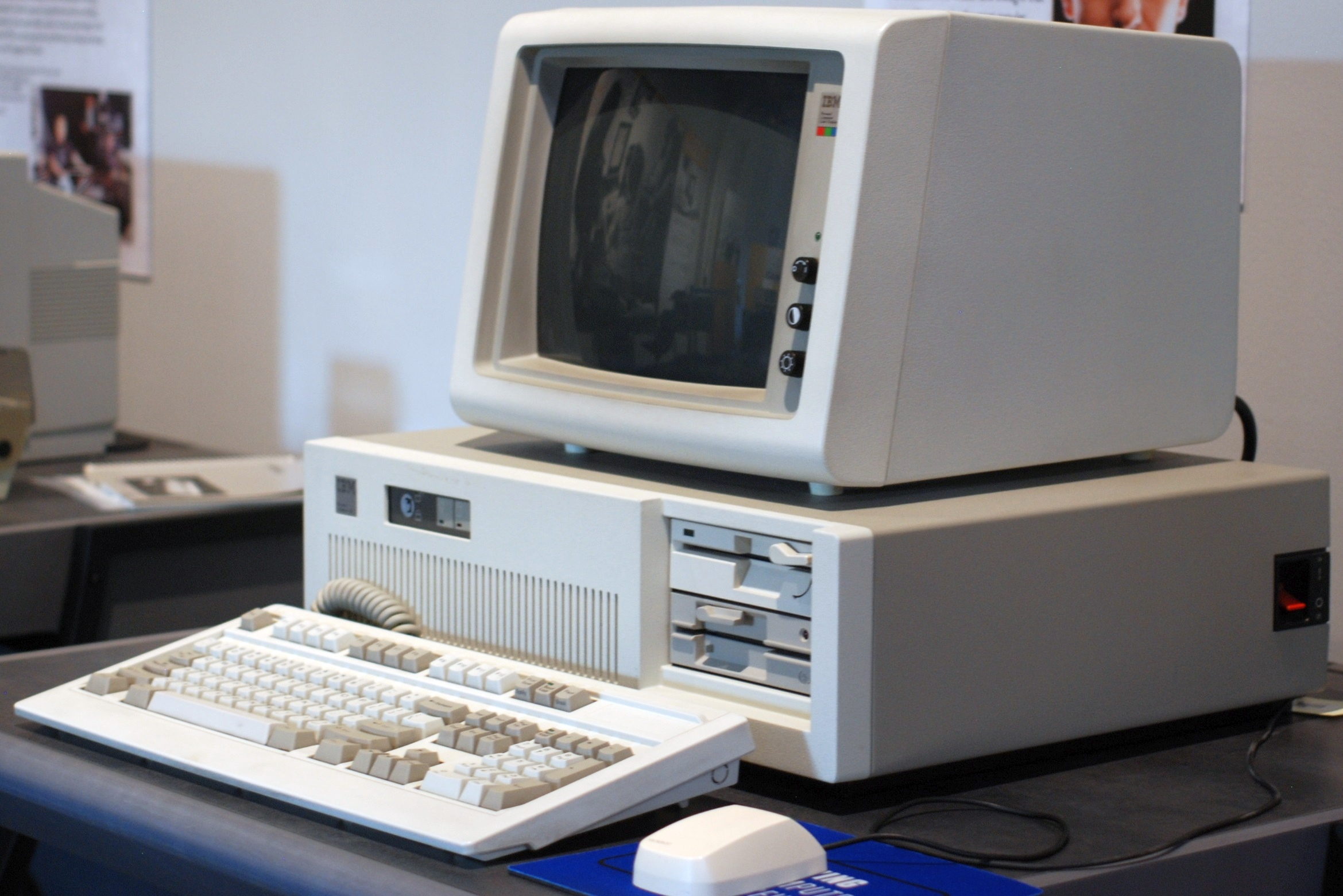
IBM PC AT (시스템 유닛 5170)

IBM PC/AT (Personal Computer/AT의 준말)는 IBM사의 2세대 개인용 컴퓨터로 6 MHz의 인텔 80286 마이크로프로세서로 설계되었으며, 1984년에 5170이라는 모델 번호로 출시되었다. IBM AT, PC AT, PC/AT라고도 한다. 개인용 컴퓨터 분야에서 AT가 다양한 기술을 사용했기 때문에, AT라는 이름은 고급 기술(Advanced Technology)을 대표하였으며 이에 따라 AT에 쓰였던 인텔 80286은 보호 모드를 지원하였다. IBM은 나중에 8 MHz 버전의 AT를 출시하였다.

## AT 기능
- AT 버스
- 15 개의 IRQ와 7 개의 DMA 채널: 개인용 컴퓨터에서 8개의 IRQ와 4개의 DMA만 쓸 수 있던 것에서 확장된 것이다.
- 최대 15 MB 메모리: 개인용 컴퓨터의 640 KB와 비교된다.
- 배터리 백업식 실시간 시계
- 84키 AT 키보드 설계
- 1.2 MB 5 1/4 인치 플로피 디스크 드라이브 (512 바이트의 15개 섹터, 80 개의 트랙, 양면): 기존의 360 KB PC 플로피 디스크에 비해 3 배 이상의 용량을 담을 수 있었다.
- 20 메가바이트 하드 디스크 드라이브는 PC XT의 10 메가바이트 드라이브보다 두 배는 더 빨랐다.
- 강화 그래픽 어댑터 (선택 사항): 16 색 (64 색 팔레트)에 640x350 해상도 지원
- 프로페셔널 그래픽스 컨트롤러 (선택 사항): 256 색 (4096 색 팔레트)에 640x480 해상도 지원 (2D, 3D 가속을 지원하여 CAD 응용 프로그램을 지원함)
- AT는 컴퓨터의 접근을 막는 데 쓰이는 열쇠와 잠금쇠도 장착하고 있다.

## 같이 보기
- AT (폼 팩터)
- IBM PC
- IBM PC XT
- IBM PS/2
- ISA 버스

## 참조
- IBM (1986년). Personal Computer Hardware Reference Library: Guide to Operations, Personal Computer XT Model 286. IBM Part Number 68X2523.
- PC AT entry at old-computers.com